# Ferdinánd spanyol bíboros-infáns
Ferdinánd (spanyolul: Fernando de Austria; El Escorial, Spanyolország, 1609. május 16. – Brüsszel, Németalföld, 1641. november 9.), Habsburg-házi spanyol infáns, bíboros, a Toledói főegyházmegye apostoli kormányzója 1620-tól, a Spanyol-Németalföld kormányzója 1634-től, valamint katonai parancsnok a harmincéves háború alatt 1641-ben bekövetkezett haláláig. III. Fülöp spanyol király és Ausztriai Margit királyné legifjabb életben maradt gyermeke.

## Élete

### Származása

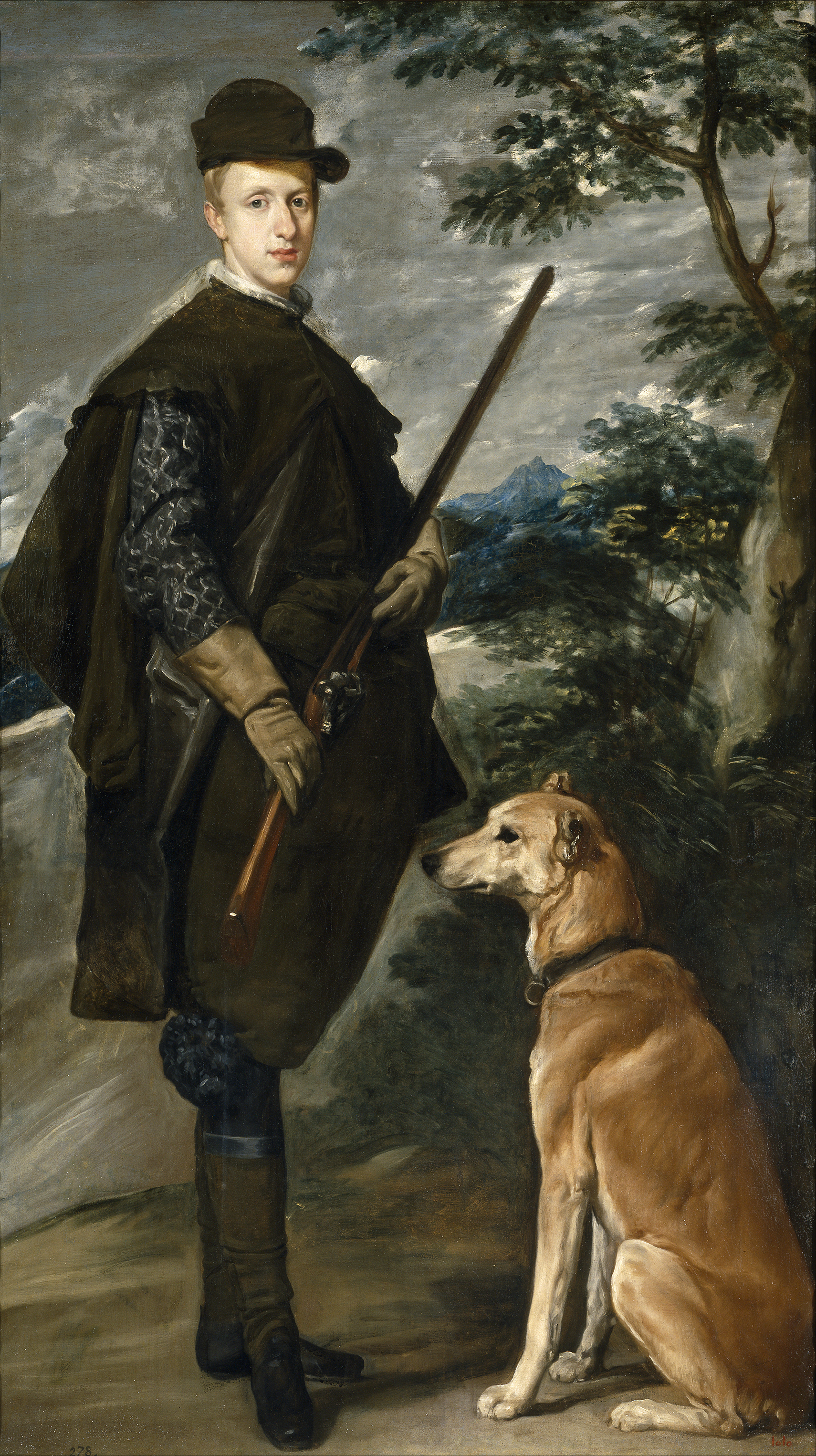
Az infáns mint vadász Diego Velázquez 1633 körüli portréján (Prado)

Ferdinánd infáns El Escorialban született, pontos születési dátuma azonban nem ismert: vagy 1609. május 16-án vagy 1610. május 24-én. Ő volt III. Fülöp spanyol és portugál király és Ausztriai Margit királyné hatodik gyermeke egyben harmadik fia, II. Ferdinánd német-római császár unokaöccse. Idősebb felnőttkort megélt testvérei a későbbi IV. Fülöp spanyol király, valamint Anna francia királyné, Mária Anna német-római császárné és Károly infáns voltak.
Apja akarata szerint egyházi pályára lépett: 1619-ben Spanyolország prímásává, majd 1620-ban a Toledói főegyházmegye apostoli kormányzójává nevezték ki, nem sokkal ezt követően pedig megkapta a bíborosi méltóságot is, bár pappá szentelésére valójában sosem került sor.

### Spanyol-Németalföld kormányzója

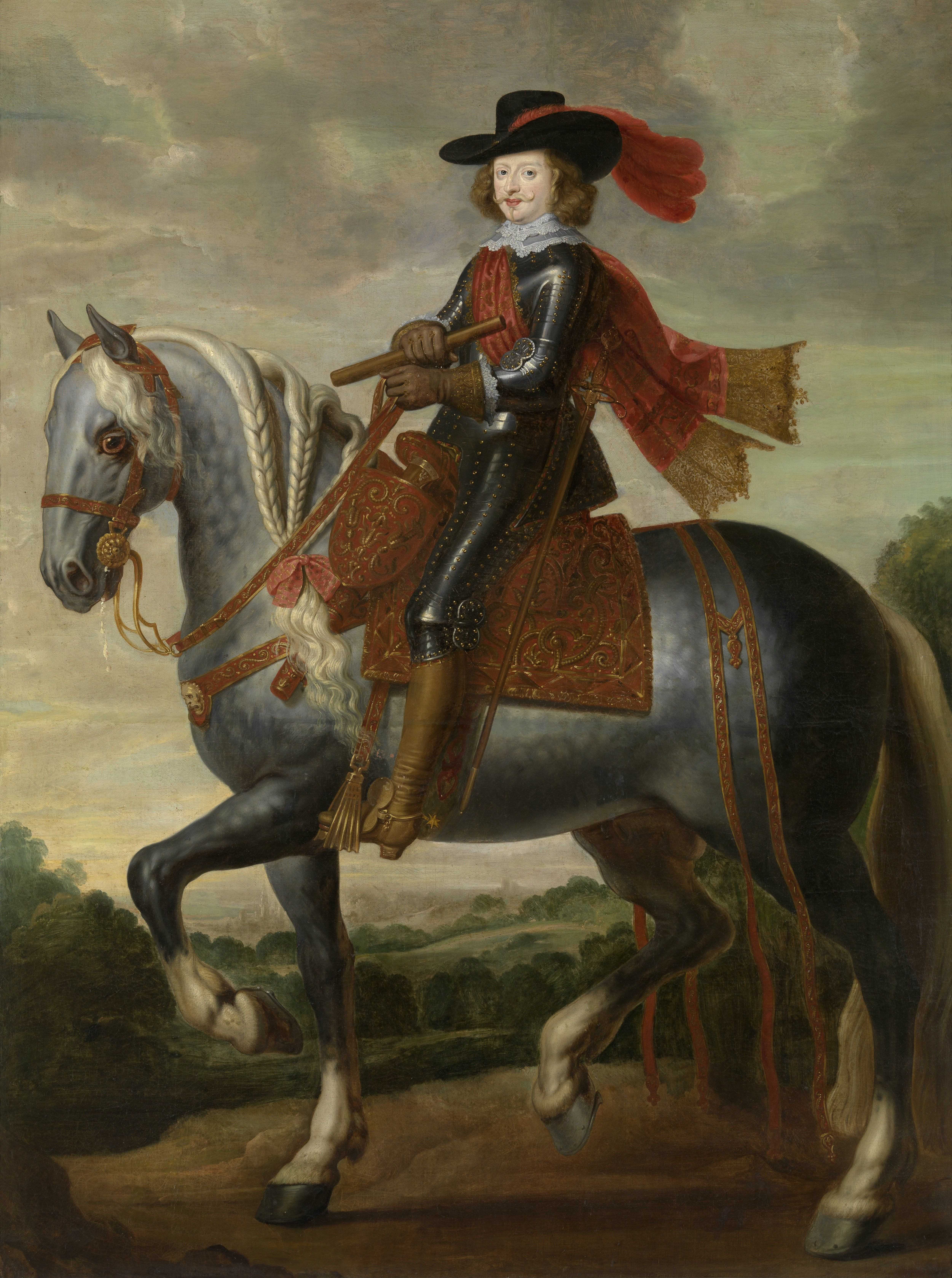
Ferdinánd bíboros-infáns lovasportréja (Gaspar de Crayer)

1630-ban nagynénje, Izabella Klára Eugénia kormányzó azt tervezte, hogy Ferdinándnak adja át kormányzói posztját Spanyol-Németalföldön. Ennek okán az infáns 1633-ban egy nagyobb sereggel Brüsszelbe indult, ám mivel a németalföldi szabadságharc miatt a hajózás nem volt lehetséges, így a kontinensen keresztül: Lombardián, Tirolon és Svábföldön át, majd a Rajna mentén ment Németalföldre. 
1634 júliusában a császár fia és örököse, egyben Ferdinánd unokatestvére, III. Ferdinánd magyar király állt a császári seregek élén, akik ekkor visszafoglalták Regensburgot. Az unokatestvérek egyesítették seregeiket, majd Nördlingen mellett sorsdöntő győztes csatát vívtak, amely során legyőzték a svéd–protestáns erőket, ezzel lezárva a harmincéves háború svéd szakaszát.
Ferdinánd király megpróbálta meggyőzni unokatestvérét, hogy maradjon és erősítsék meg uralmukat a Svábföldön, ám Ferdinánd bíboros-infáns a győztes csatát követvén szinte egyből elindult seregével Németalföldre. 1634 végén érkezett meg Brüsszelbe. A helyi papság népszerűtlensége miatt nem egyházi státuszát, hanem világi rangját hangsúlyozta. Ferdinánd tanult politikus és diplomata volt, hamar a kormányzás és a hadsereg reformjába kezdett, megnyerve magának a flamandok támogatását is az ellenséges Franciaország ellen.

### Utolsó évei
A spanyol udvarban veszélyesnek tartották személyét és potenciális kihívót láttak benne fivérével, IV. Fülöp királlyal szemben. Számos pletyka és hazugság keringett, amelyek szerint az infáns ellenséges francia csapatok segítségével megpróbálja megszerezni magának a spanyol trónt. Ezeket tovább fokozta az a pletyka is, amely szerint a francia udvar Ferdinándhoz tervezi adni Anne Marie Louise d’Orléans-nak, Montpensier hercegnőjének, Gaston orléans-i herceg leányának, XIII. Lajos francia király unokahúgának kezét. 
Ferdinánd 1641-ben megbetegedett, majd ezen év november 9-én, Brüsszelben el is hunyt, harminckét éves korában. Halálának okaként a kimerültséget és rossz egészségügyi állapotát adták meg, a jelentések gyomorfekélyről is beszélnek, ám pletykáltak arról is, hogy mérgezés áldozata lett. Halála előtt nem sokkal, 1641-ben született egy törvénytelen leánya egy ismeretlen nőtől: Marie Anne de la Croix, aki apácaként élt és hunyt el Madridban, 1715-ben.

## Forrás
1. ↑  Fernando de Austria, cardenal-infante, „16 de mayo de 1609 ó 24 de mayo de 1610; † 9 de noviembre de 1641”; Geni.com
2. ↑  Parker, Geoffrey and Simon Adams, The Thirty Years' War, (Routledge, 1984), 292.
3. ↑  Zimmerman, Benedict, Carmel in England, (Burns & Oates, Limited, 1899), 166.
4. ↑  Austria, Fernando de. The Cardinals of the Holy Roman Church. [2017. július 23-i dátummal az eredetiből archiválva]. (Hozzáférés: 2013. március 6.)
5. ↑  Griffis, William Elliot, Belgium: the land of art: its history, legends, industry and modern expansion, (Houghton Mifflin Co., 1919), 231.

| Ferdinánd bíboros-infáns Habsburg-ház, spanyol ág Született: 1609. május 16. Elhunyt: 1641. november 9. |                                                          |                                     |
| |                                                          |                                     |
| Előző Ausztriai Izabella Klára Eugénia                                                                  | Spanyol Németalföld kormányzója 1634 – 1641              | Következő Dom Francisco de Melo     |
| |                                                          |                                     |
| Előző Bernardo de Sandoval y Rojas                                                                      | A Toledói főegyházmegye apostoli kormányzója 1620 – 1641 | Következő Gaspar de Borja y Velasco |